# Tricholomatoïde
 (novembre 2013).
Si vous disposez d'ouvrages ou d'articles de référence ou si vous connaissez des sites web de qualité traitant du thème abordé ici, merci de compléter l'article en donnant les références utiles à sa vérifiabilité et en les liant à la section « Notes et références ».
 (novembre 2013).
- Si vous ne connaissez pas le sujet, laissez ce bandeau (vous pouvez alors contacter les auteurs).
- Si vous supprimez le contenu mis en cause (vous pouvez préalablement contacter les auteurs),

argumentez précisément cette suppression dans la page de discussion
(un manque de référence n'est pas un argument ; une recherche réelle de référence doit avoir été effectuée, être formellement documentée).

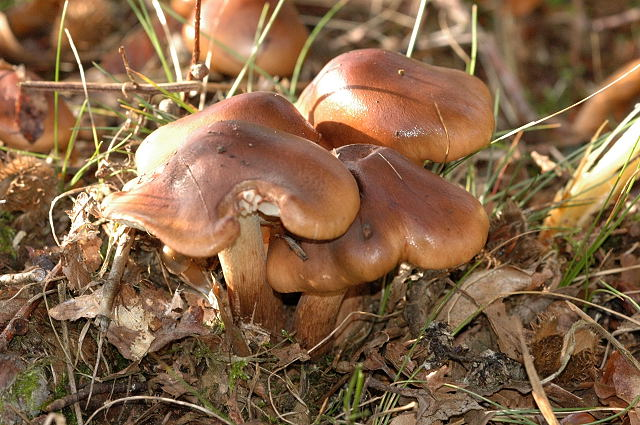
Tricholoma ustale

Le clade Tricholomatoïde est une division phylogénétique des Agaricales proposée en 2006. C'est le cinquième des six clades des Agaricales. Quoique fort proche[De quoi ?], cette division va donner une vision plus claire des Agaricales et des Agaricaceae et classer de nombreux Incertae sedis,  ces familles[Lesquelles ?] que la classification ne pouvait classer par son approche morphologique seule.

## Situation du clade
- Agaricomycètes
  - Clade Athéloïdes
  - Boletales, Clade des Bolets
  - Agaricales, Clade des Euagarics
    - Clade I Plicaturopsidoïde
      - Clade II Pluteoïde
      - Clade III Hygrophoroïde
      - Clade IV Marasmioïde
      - Infundibulicybe
      - Clade V Tricholomatoïde
        - Mycenaceae
          - Clade Catathelasma
            - Tricholomataceae
              - Clitocybae
              - Tricholomatae

            - Lyophyllaceae
            - Entolomataceae

      - Clade VI Agaricoïde

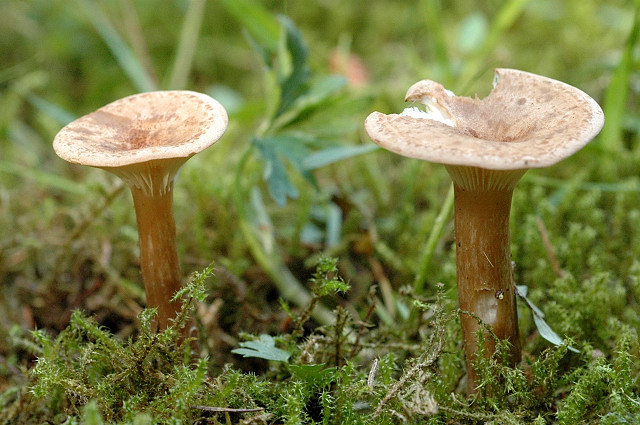
Infundibulicybe bresadolana

La recherche moléculaire phylogénétique va démontrer que le clade euagarics équivaut grosso modo aux Agaricales  de Singer stricto sensu . Une étude complémentaire va préciser ces hypothèses.
En 2006, dans une étude à grande échelle réalisée on va utiliser des séquences d'acides nucléiques représentant six gènes des régions de 238 espèces dans 146 genres pour explorer le regroupement phylogénétique au sein des Agaricales, l'analyse va montre que la plupart des espèces testées peuvent être regroupées en six clades qui ont été nommés Agaricoïde, Tricholomatoïde, Marasmioïde, Pluteoïde, Hygrophoroïde et le clade Plicaturopsidoïde. 
L'étude a reconnu 30 familles, quatre genres incertae sedis qui n'étaient pas encore intégrés et propose deux clades à titre informels.

## Clade des tricholomatoïdes
- Agaricomycètes
  - Boletales, Clade des Bolets
  - Agaricales, Clade des Euagarics
    - Clade IV Marasmioïde

    - Infundibulicybe gibba MRCA
      - Infundibulicybe ssp.

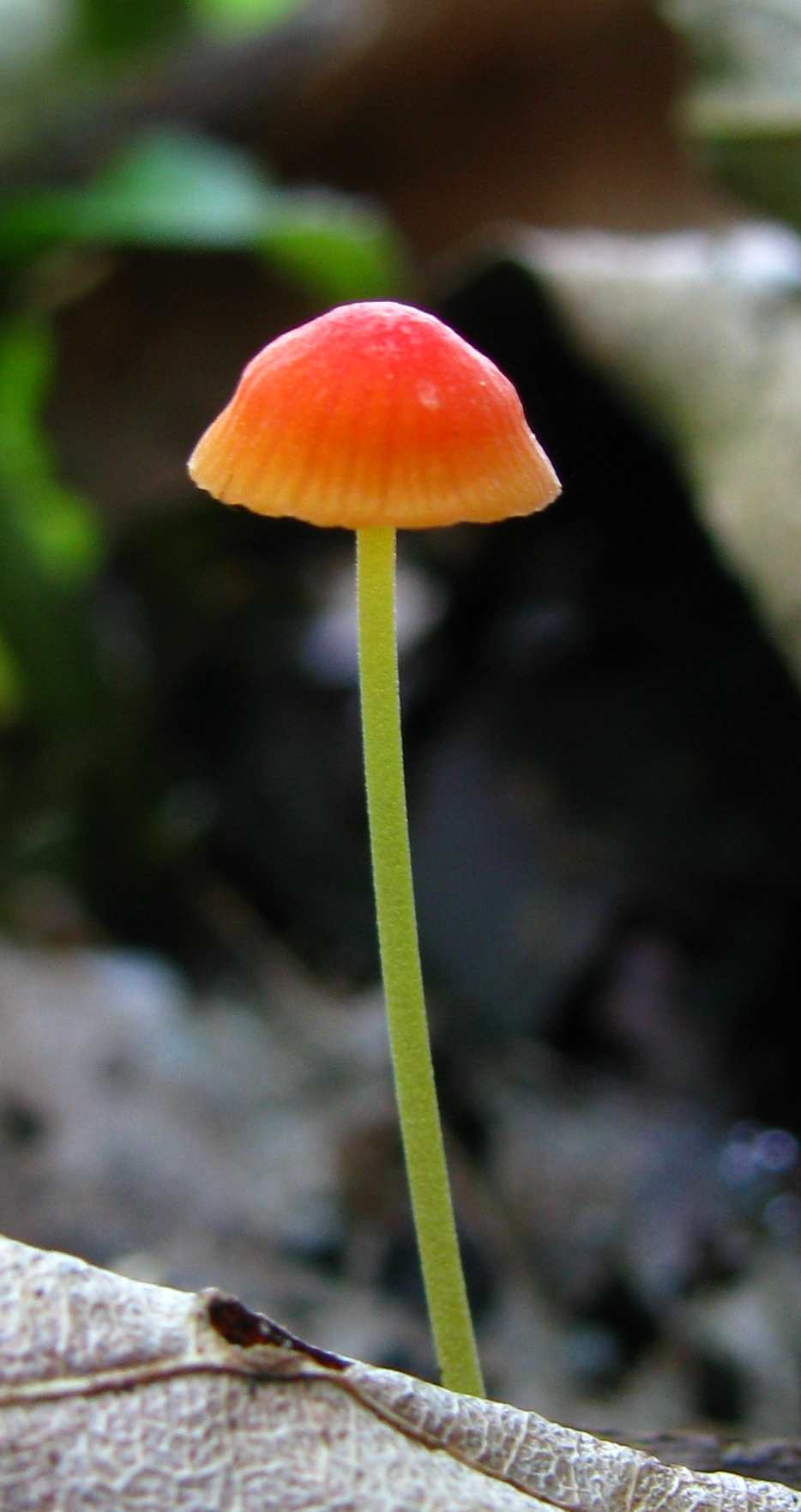
Mycena acicula

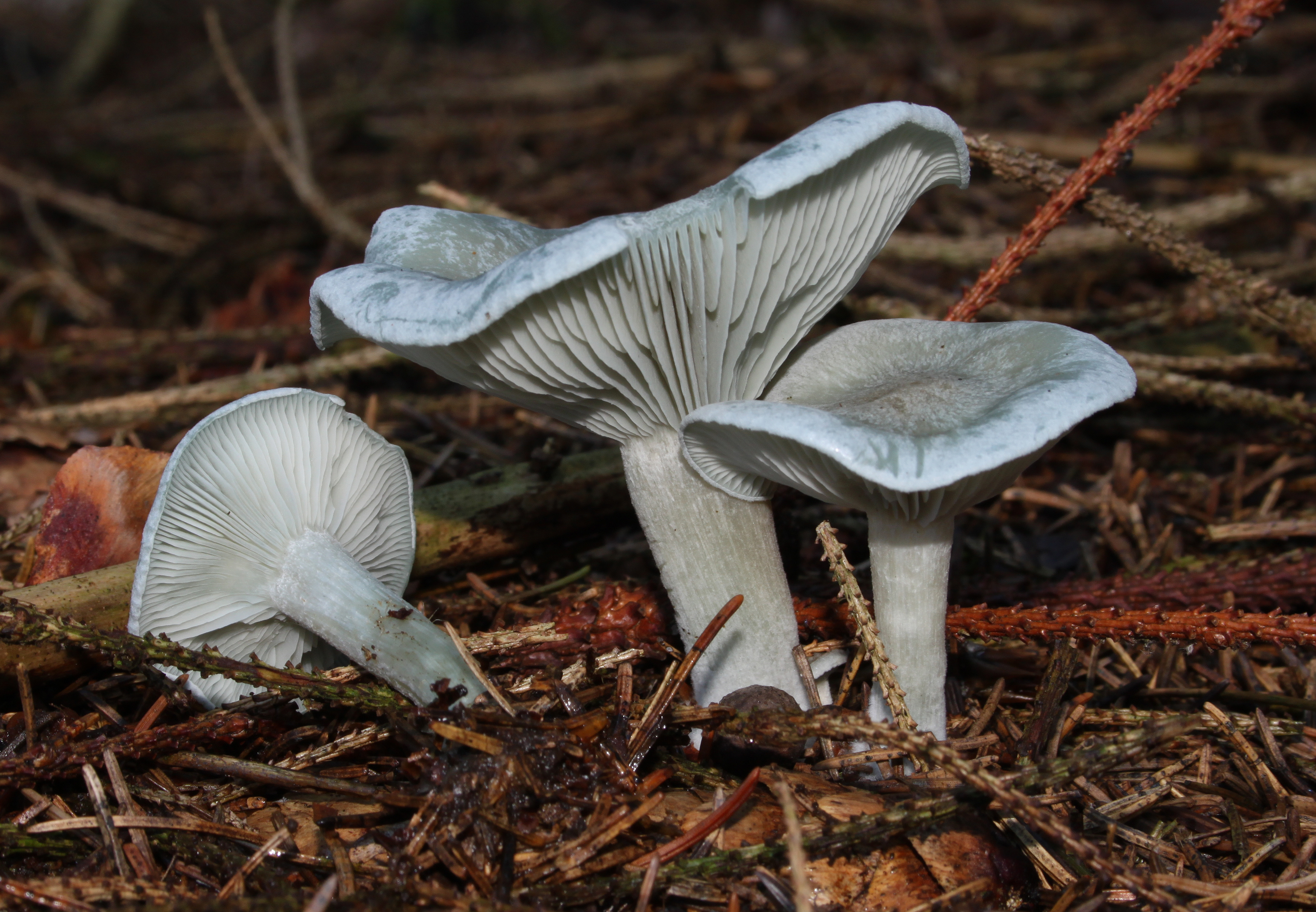
Clitocybe odora

        - Infundibulicybe geotropa - Tête-de-moine

    - Clade V Tricholomatoïde
      - Mycenaceae
        - Mycena amicta
          - Mycena pura et aff.
            - Mycena galericulata
              - Mycena plumbea
              - Mycena ssp.
              - Panellus stipticus

        - Clade Catathelasma
          - Clitocybe subvelosa
            - Catathelesma ventricosum
            - Calistosporium spp.

        - Tricholomataceae
          - Clitocybae
            - Clitocybe nebularis - Petit-gris des sapins
            - Clitocybe odora
              - Lepista irina
              - Lepista ssp.
              - Lepista nuda - Pied-bleu
                - Collybia tuberosa
                - Collybia fusipes - Souchettes
                - Clitocybe rivulosa

          - Tricholomateae
            - Tricholoma
              - Tricholoma saponaceum
                - Tricholoma matsutake
                  - Tricholoma aestuans
                    - Tricholoma myomyces - Griset
                    - Tricholoma inamoenum
                    - Tricholoma equestre - Chevalier
                    - Leucopaxilus albissimus

        - Entolomataceae
          - Rhodocybe mundula
          - Clitopilus ssp.
            - Clitopilus prunulus - Meunier

          - Entoloma ssp
            - Nolanea ssp
              - Leptonia
                - Inocephalus spp

        - Lyophyllaceae
          - Lyophyllum ssp.
            - Lyophyllum decastes

          - Ossicaulis ssp.
            - Tricholomella
              - Asterophora lycoperdoïdes
                - Lyophylum leucophaetum
                - Calocybe carnea
                - Calocybe gambosa - Mousseron de la Saint-Georges

              - Thephrocybe boudieri
                - Termitomyces ssp.
                - Podabrella microcarpa